# 1027行動
1027行动（又稱10.27行动、飓风行动），是指由缅甸民族武装组织组成的“三兄弟联盟”所发动的联合军事行动。2023年10月27日，以緬甸民族民主同盟軍为首的三兄弟联盟发布声明，宣布对缅甸掸邦东北的臘戍、贵概等多地的缅甸军政府武装部队发动协同攻击。三兄弟联盟表示1027行动旨在维护和保卫领土免受缅甸军事入侵，消除压迫性军事独裁，并打击边境的电信诈骗。
随着战事的扩大，民族地方武装组织的攻势已外溢至掸邦以外的抹谷、曼德勒和实皆省的提坚镇区。亦有缅甸民地武發動1107行动和1111行动等进攻缅甸军政府的军事行动。缅甸在野政府军队人民防卫军表示，承诺支持并参与此次行动，对缅甸军政府进行进一步攻击。
2024年1月12日，在中国斡旋下缅甸政府军与三兄弟联盟达成正式停火协议。同盟军通过此次军事行动，得以统治果敢地区。

## 背景

### 果敢內部情勢
1948年缅甸脱离英国殖民统治并独立以来，因缅甸国内的种族矛盾、大缅族主义等原因，各个民族地方武装组织与国家武装力量缅甸国防军围绕少数民族地方的自决权展开了长久的军事冲突，缅甸内战频发。
果敢为缅甸境内的华人自治区，原是緬甸共產黨执政区域。1989年彭家聲等部率军脱离缅共并成立缅甸民族民主同盟军，在与缅甸军人政府达成和谈协议后，各自派遣部队维持该地区的和平，彭家聲组建缅甸掸邦第一特区政府任主席职务，统治果敢。2009年8月，缅甸联邦政府派兵干涉果敢事务，并与缅甸民族民主同盟军爆发军事冲突。同盟军在冲突中分裂为倾向缅甸联邦政府的白所成部与倾向维持彭氏政权的彭家聲部。最终在缅甸军政府的优势军力之下，同盟军彭家聲部被迫撤入山区，同盟军白所成部于当年被重组为缅甸边防军1006部。2010年缅甸议会选举中，白所成当选为老街第二选区的民族院议员， 并担任改组后的果敢自治区第一任主席，统治果敢。缅甸民族民主同盟军自2009年被缅甸政府军驱逐以来，在山区与政府军进行游击战斗，2015年曾试图反攻果敢被击退。

### 詐騙活動猖獗
2017年受骗者多为中国人的杀猪盘类诈骗犯罪兴起，随着中国政府在中国境内的执法行动，电信诈骗集团将重心移往至缅甸等东南亚国家。电信诈骗集团诱骗中国人出国，强迫其从事杀猪盘等感情诈骗、加密貨幣骗局、洗錢等非法活动。自2021年2月緬甸爆发軍事政變，缅甸军队夺权并成立缅甸军政府以来，网络诈骗行业在缅甸东部边境的自治军事区蓬勃发展，与缅甸军方、其代理人和其他武装团体合作、为犯罪团伙赚取数十亿美元，缅北部分当地官员亦于1027行动后被控武装护诈、组织诈骗等犯罪行动。据央视新闻报道，仅仅在缅甸与泰国边境的苗瓦迪，就有上百个诈骗园区，加上盘踞在缅北部分地区的诈骗集团，总计至少有一千个园区，每天有超过10万人在实施电信诈骗。2023年8月，联合国发布的一份报告表示，估计有12万人被贩运到缅甸从事网络诈骗，他们被迫對世界各地的人實施诈骗，并遭受虐待，包括酷刑、性暴力和其他形式的“残忍、不人道和有辱人格的待遇”。
电信诈骗问题引起中国方面的高度重视后，2023年8月15日至16日，中泰缅老四国警方启动合作打击赌诈集团专项联合行动。随着跨国联合执法的开展，佤邦等缅甸边陲民族武装同意向中国公安移交涉嫌参与诈骗活动人员，2023年8月至10月间已有超过四千人被遣送到中国。但相比佤邦方面大力打击电信诈骗，果敢老街各大家族对于是否要结束为他们创收数以十亿美元计的行业感到犹豫。据美国和平研究所报道，在果敢领土上有百余个诈骗窝点，被关押人质达2万-3万人。但果敢政府仅在10月7日向中国方面移交377名非法入境人员。
德昂民族解放军發言人表示，雖然中国政府多次要求缅方打击緬甸诈骗团伙，但诈骗团伙受到了缅甸军方的保护，诈骗团伙還把賺來的金钱送一部分给军方。在1027行動开始之前，中方就要求與民地武合作打擊電信詐騙，德昂民族解放军也願意共同打擊電信詐騙。

### 作戰準備
2022年初，三兄弟中的两个民地武与其他五个武装组织组建611旅，人员包括民族团结政府支持的部队以及来自若开军和缅人解放军的士兵，兵力達上万。三兄弟此時已經為未來的聯合作戰做準備。
2023年6月，民地武已準備發動軍事行動，但仍然与缅甸军政府在中缅边境举行和谈。

### 1020慘案
据BBC援引当地消息来源报道，2023年10月20日有人（有报道指是中国卧底警务人员，后被中方否认）试图解救数千名被禁闭人员，行动中几名试图逃走的人被诈骗园区的门卫打死；网传一份中国云南省临沧市人民政府外事办就此事向果敢发函，要求严惩肇事者，但经都市快报记者核实，临沧市人民政府外事办回应此事，表示其内部并无网传函件所列的联系人，也未出具过此函。中国政府当时未有回应，而緬甸媒体则引述緬甸政府内部人员消息证实此事，媒体报道普遍认为这是本次军事行动的导火索。
事后的2024年12月，据《人民日报》报道，1020事件中确有四名中国人死亡，但非中国警察，当日共数百名被禁闭人员在诈骗园区转移人员时大规模逃跑而遭园区武装分子开枪射击，该案件共造成中国籍涉诈人员四死四伤。

## 时间线

### 2023年10月
2023年10月27日，缅甸民族民主同盟军发表《告全国人民书》，宣布打击电诈民团，并光复掸邦第一特区，并宣布自当日6时起，对腊戍-木姐、腊戍-清水河两处公路路段实施全天候戒严，禁止任何车辆以任何理由行驶，并对全军下达全面战斗动员令。据缅甸果敢资讯网报道，同日，同盟军攻克果敢清水河桥头、户板船口、滚弄、勐古、腊戍城郊等地部分战略要地，并于晚间攻克军政府方面的十余个据点，清水河一线基本完全被攻占，并缴获一大批军事物资。
10月28日上午，据缅甸果敢资讯网报道，同盟军攻克政府军“小营盘”及“南哈”两地共3个据点，并缴获迫击炮3门、其它军事物资若干；在南线清水河方向，同盟军对户板的政府军一部发起攻势，最终将其击溃，击毙敌军数十名，同时缴获大批军事物资。同日，同盟军相继发布《对敌伪人员的通令》及《对中国籍人员在果的通告》，要求政府军、民兵大队投降，并要求中国籍电诈头目自首，并称会保护被胁迫从事电诈人员。根据缅甸媒体的报道，由于战事吃紧，缅甸军政府方面派出多架战机和武装直升机飞往掸邦北部地区进行支援，另有120多辆军车组成的车队已经从掸邦南部出发，前往掸邦北部地区支援。据缅甸果敢资讯网报道，缅甸政府军28日中午向清水河上空投送了80余名空降兵，被同盟军发现并击毙70多人，俘虏3人，缴获了一批空投物资，本日同盟军共攻占包括木邦收费站在内的至少15个政府军据点。同日，缅甸掸邦果敢自治区行政管理委员会发布公告，表示严厉谴责彭氏叛军袭击城镇、屠杀公职人员的暴行。
10月29日，缅甸掸邦果敢自治区行政管理委员会宣布，自当日起在全自治区范围内执行宵禁，宵禁时间为每日自缅甸时间晚10点至次日凌晨4点30分（北京时间11点30分至次日凌晨6点）。
10月30日，果敢同盟军公布其对缅甸军警的招降政策，表示主动投降者享受《日内瓦公约》的战俘待遇、带武器投诚者保留原级、倒戈投靠同盟军给予官升一级的奖励。当日凌晨，木邦地区的木邦大桥被炸毁，缅甸政府军对勐古的同盟军阵地进行轰炸。
10月31日，同盟军总司令彭德仁以个人名义发表《致伪政权官员、边防营、警察营及民兵大队官兵的公开信》，强调对其“胁从不问、立功嘉奖”的政策。同盟军在当日的战斗中攻克果敢猴子洞等四个据点。

### 2023年11月
11月1日，缅甸军政府发言人佐敏吞表示，清水河的「政府、行政機構與安全機構已不復存在」。据缅甸官媒报道，2023年4月至9月，缅甸与中国的边境贸易总额为18亿美元，其中超过四分之一是通过清水河镇交易。
11月2日，清水河、彭线、九谷（即棒赛）三个政府控制区失守。反政府軍表示已控制掸邦北部92个政府军据点和4个城镇，並且封锁了从腊戍到清水河和木姐的道路。此外，据英国广播公司报道，BBC缅甸语记者从政府军方面获悉，政府军被攻擊的據點或多達90個。同日，缅甸国防军宣布进入紧急状态，不日将发动反击。
11月6日，同盟军表示全面收复滚弄地区，薩爾溫江两岸缅甸军政府武装据点均被清除。
11月7日，克伦尼民族保卫军、克伦尼军、克伦尼民族解放阵线向克耶邦政府军发起联合军事行动“1107行动”，以策应北方的1027行动。
11月9日，缅甸政府军包括掸邦政府军司令员昂觉伦准将（Brig Gen Aung Kyaw Lwin）在内数百名官兵阵亡，昂觉伦准将是2021年缅甸政变以来缅甸军政府在作战期间阵亡的最高级别将领。缅甸民族团结政府控制的武装力量人民防卫军（PDF）也趁机在掸邦附近发起了攻击，并首次从政府军手中夺取了地区首府都控制权。11月11日，果敢自治区行政管理委员会宣布即日起将宵禁时间延长为每日自缅甸时间晚6点至次日清晨6点（北京时间晚7点30分至次日清晨7点30分）。同日，軍事法院裁定，原國家管理委員會成員兼內政部長梭圖濫用職權和收受賄賂罪成，判監5年。
11月12日，缅甸军方宣布在掸邦的贵概镇区、滚弄镇区、南坎镇区、木姐镇区、臘戍镇区、兴威镇区及老街镇区、拱掌镇区共8个镇区实施军事管制。同日，中国公安机关对前果敢县县长明学昌及其家族3名成员发出通缉令。
11月13日，民族地方武装组织钦民族阵线副主席隋卡表示，已成功佔領军政府武装位於欽邦的Rihkhawdar和Khawmawi軍營，并尋求控制缅印边境地區。戰鬥結束後，共43名緬甸軍政府士兵向印度警方投降，在當地避難。
11月14日，同盟军发布《关于入老街清剿残敌》的命令。印度國防部遣返了39名在米佐拉姆邦避難的緬甸軍隊士兵。
11月15日，根据缅甸宪法第419条，国家管理委员会将果敢自治区主席李正福（又名吴敏遂，U Myint Swe）停职，并任命吞吞敏（Tun Tun Myint）准将为自治区代主席。同日晚，缅甸当局及同盟军分别抓捕明学昌及其家族3名成员，据缅方向中方通报，明学昌在抓捕过程中“畏罪自杀”。
11月17日，緬甸軍政府下令所有公務人員和具軍事經驗者做好緊急服役準備。
11月18日，網上流傳由反對派緬甸民族民主同盟軍所發的通告，預告將對果敢老街發動總攻擊，要求外籍人員迅速撤離以免誤傷。據極目新聞報導，緬甸民族民主同盟軍發言人李家文在11月20日表示網上流傳的通告真確，目前已有兩萬多名華人離開老街返國，但仍有兩、三萬名華人留在當地。
11月19日，同盟军表示攻克连接中国畹町口岸的贵概县棒赛口岸，包括清水河、勐古在内三个口岸和边境通道均被同盟军控制，同盟军表示已至少攻克军政府武装大小军事据点154个。
11月26日，缅甸民族民主同盟军表示從緬甸軍政府手中奪取位於木姐区勐古地区一個名为金三角（Kyin San Kyawt）的中緬边境贸易口岸。
11月29日，缅甸民族民主同盟军占领缅军控制近30年的拱掌镇，驻扎此地的缅甸国防军东北军区125营向缅甸民族民主同盟军集体投降。

### 2023年12月
12月3日，同盟军表示开始对敏昂莱武装盘踞的老街东城外的大贏山高地四面佛据点展开攻堅戰。
12月5日，经过两天的激战后，同盟军宣布于夺下大贏山第一、二、三號據點。
12月6日，同盟军攻克第四號據點，已成功收复大贏山。同盟军表示，大贏山与敏昂萊武裝老街軍分區司令部米線溝直線距離約2公里，可俯瞰老街市區，果敢全境僅存米線溝、南天門山、楊龍寨和大水塘等幾個重要據點尚未攻破。
12月10日，中国公安机关对白所成、魏怀仁、刘正祥等10名缅北果敢自治区政商界重要人物实施公开通缉，这标志着2009年“8·8”事件后果敢四大家族对果敢地区的统治基本结束。
12月11日，经中国斡旋，缅甸军政府代表同缅甸民族民主同盟军、德昂民族解放军和若开军在中国境内进行谈判。
12月14日，经过中国的调解，缅甸军政府与緬甸少数民族武装团体之间达成临时停火协议。
12月15日，德昂民族解放军经过近两周的战斗控制了德昂自治区首府南散镇。德昂民族解放军還表示控制了掸邦北部一处缅甸军方的设施，而且12月德昂民族解放军就占领了大约50个军事设施。
12月16日，同盟军表示战线已至老街中心外围东城、125安置点一线，受双方临时停火影响，正与缅军在老街城区对峙。同日，同盟军派遣政治部副主任茶德安前往125安置点发放大米，并劝导民众为防止缅军袭击离开安置点，茶德安表示同盟军平等对待各族难民，自本次军事行动开展以来，已安排车辆护送近十万名包括缅族在内各族难民返回下缅甸。
截至12月17日，民地武已占领422个缅军据点、七个城镇及四个边境口岸。
12月18日，同盟军已控制杨龙寨口岸。
12月19日，由于18日当天缅甸空军轰炸了同盟军的防区，雙方于老象塘一带爆发了战事。
12月20日，德昂民族解放军完全控制南坎及其周边据点。
12月25日下午，果敢老街东城区皇冠酒店附近发生交火，造成8人死亡，25人受伤。其中包括中国人。
12月26日17點，人民保衛軍在馬圭省稍埠鎮「卡代」村及「丹迪」村之間，近距離襲擊了敏昂萊武裝4輛軍車。 據悉，雙方交火距離僅15英尺（約4.5公尺），期間人民保衛軍擊斃敏昂萊武裝15人。
- 實皆省：12月26日10點19分，瑞保鎮鎮法院遭人民保衛軍使用無人機投擲兩枚炸彈攻擊，造成敏昂萊武裝集團的1名警察死亡，3人受傷。
- 馬圭省：12月26日和27日，人民保衛使用無人機分別對敏昂萊武裝位於耶瑟久鎮「密」村駐紮的敏昂萊武裝進行轟炸，兩天來共投擲了20枚炸彈，期間造成敏昂萊武裝10人死亡。

12月27日，德昂民族解放軍（TNLA）與敏昂萊武裝在南木渡的激烈衝突仍在持續；敏昂萊武裝持續對皎脈鎮、貴概鎮、臘戍鎮進行轟炸 ，造成一名平民死亡。
- 勃固省：12月27日6點，在東籲縣Yedashe鎮，人民保衛軍「布佤尼」縱隊對當地第6製糖廠及週邊村莊進行走訪，並在製糖廠內召開了群眾會議 ，討論當前革命的本質及NUG的一些政策。 在10點左右，該縱隊與敏昂萊武裝遭遇，雙方交火期間，一名居民被子彈擊中後死亡。
- 曼德勒省：12月27日20點55分，該組織對曼德勒省80路/40X41街馬哈昂梅東區辦公室進行炸彈襲擊，是否造成人員傷亡不得而知。
- 仰光省：12月27日13點左右，在永盛鎮永盛監獄對面停車場附近發生了一起炸彈爆炸事件，造成至少兩輛汽車受損。爆炸發生後，敏昂萊武裝及警察部隊封鎖了現場並對道路進行了檢查。[97]

### 2024年1月
1月3日，缅甸境内炮弹落入中国云南镇康县南伞镇，造成5名群众受伤，伤者已送往医院救治。德昂民族解放军声称已经控制了掸邦皎梅镇区勐皋。《伊洛瓦底》报道称，德昂族军队还占领了瑙丘镇区的一个军营，军政府部队发起反击，试图夺回该营地。
1月4日，果敢同盟军攻入老街，占领果敢自治区第一任主席白所成在老街的府邸白家酒坊，同时抓获了缅甸果敢自治区行政管理委员会主席李正福之子李福寿和果敢自治区常委兼果敢地区1006边防营监察委员会主席魏怀仁（又称魏三）。隨著同盟軍拿下首府老街便開始逐漸控制果敢各地城鎮，於當日隨著各地緬甸各殘軍與守軍逐漸向同盟軍投降。果敢地區被同盟軍佔領。
1月6日，緬甸國防軍吞吞敏准將正式向佤邦與果敢同盟軍宣佈投降。同時緬甸軍政府發言人承認緬甸軍政府從老街撤出。之后果敢同盟军将户板移交给佤邦。
1月9日，繼5日同盟軍攻佔果敢全境後，緬甸空軍於當日再次出動轟炸機轟炸老街城區。
1月10日至11日，在中华人民共和国斡旋和促推下，缅军同果敢同盟军、德昂军、若开军等民族地方武装的代表在中国云南省昆明举行和谈，并达成正式停火协议。中国外交部发言人毛宁在12日的例行记者会上透露了以上信息，并表示：双方同意立即停火止战，军事人员脱离接触，相关争端和诉求通过和平谈判方式解决。双方承诺不损害中方边民和在缅项目人员安全。双方并就停火安排等其他事宜进行了协商。
1月14日，繼1月12日緬甸軍政府與「三兄弟聯盟」同意暫時停火後，於當日指責軍政府違反停火協議，以致雙方再次爆發衝突。若開軍方面表示，已控制位於緬甸西部的百力瓦鎮。
1月25日，若开军在经过三个月的与军政府的冲突后全面控制了包托镇。
1月26日，勃欧民族解放军宣布已控制了希本镇。
1月30日，緬甸警方将中华人民共和国公安部通缉的缅北诈骗集团要犯移交给中国一方。

### 2024年3月
3月5日，若开军方面宣布已控制了距离实兑附近的邦纳均。
3月7日，若開軍控制兰里岛。同日，由於緬甸軍政府實行兵役法強迫民眾參軍，使得其民望下降並且部分當地人加入民地武，克欽獨立軍宣佈聯合緬甸人民保衛軍、若開軍發動代號為“0307行動”的軍事衝突。

### 2024年4月
4月24日，同盟军在老街市东城区举行公判大会，对十名犯罪军人进行判决。包括果敢县东山区前区委书记兼区长李家兄在内的三人被判处死刑，其余7人被判处有期徒刑5年至死刑缓期两年执行不等的刑罚。

### 2024年6月
6月9日，军政府对孟密镇区的德昂军阵地发动空袭，德昂军指责军政府违反《海埂协定》。
6月13日，德昂军报告称，军政府部队摧毁了连接三兄弟联盟控制的几个城镇的道路，可能与先前报道的三兄弟联盟在腊戍周围集结部队有关。军政府军还开始在三兄弟联盟控制的领土周围的城镇集结兵力，用数万士兵加固了孟崖、木姐、皎梅、昔卜、彬乌伦和腊戌的阵地。
6月18日，军政府军轰炸了Hsum Hsai村，造成2名德昂军士兵死亡。翌日军政府部队轰炸了Taungni和Shwe Nyaung Bin村，分别造成1名平民和2名德昂军士兵死亡。
6月23日，军政府和同盟军在腊戍附近发生冲突。翌日军政府部队与德昂军在皎梅镇区、瑙丘镇区和抹谷镇区周围爆发战斗。
6月25日，德昂军宣布在掸邦北部重启“反军政府进攻行动”，随后攻入瑙丘和皎梅。

### 2024年7月
7月3日，随着敏昂莱政府的发动攻击，由此自1月达成的停火协议正式破裂。缅甸民族民主同盟军正式向腊戍周围发动攻击，并同时攻占附近的据点。
7月5日，北掸邦军武装分子袭击了皎梅镇 Noung Pain 村的德昂军部队，造成德昂军包括三名军官在内的六人伤亡。护送被俘缅甸军队的三名德昂军战士也遭到伏击，导致一名缅军战俘和一名德昂军上尉死亡。德昂军声称，北掸邦军协助缅军士兵逃离皎梅镇和昔卜镇，以换取转移其基地的控制权。德昂军还指出，北掸邦军还从皎梅镇当地的一支国防军手中缴获了武器。
7月11日，控制掸邦大片领土的中立民族组织佤邦联合军向当阳部署部队，以防止战事蔓延到该镇。佤联军表示，在平民要求保护其免遭三兄弟联盟进攻后，佤联军与军政府就接管该镇的管理事宜进行了谈判。
7月12日，同盟军宣布单方面停火四天。《伊洛瓦底报》分析认为其停火是为了维护中共二十届三中全会期间中缅边境的稳定。
7月14日，由於緬甸國防軍在臘戍戰場節節敗退，緬甸空軍於當日向果敢首府老街發動空襲。並在7月23日及24日發動第二次與第三次空襲。
7月25日，果敢同盟軍正式發動總攻，並全面攻克臘戍东北军区司令部司令部，至此同盟軍正式攻佔了臘戍市區。

### 2025年1月
1月中旬，缅甸政府与果敢同盟军在云南昆明举行第七次和谈。双方再次达成并签署正式停火协议，協議于2025年1月18日零时起生效。

## 战争罪行

### 缅甸军政府
國際特赦組織分析了缅甸军政府于12月1日深夜或12月2日凌晨对掸邦北部南坎空袭时的影像资料，表示缅军可能使用了集束彈藥，并援引了“三兄弟联盟”之一的德昂民族解放军报道，表示这次袭击造成一名居民死亡，五人受伤。
国际特赦组织引述对10名平民的采访称，若开邦包多镇的平民遭受了军方的抢劫、随意逮捕、不人道待遇和酷刑，另经国际特赦组织器调查员对11月16日下午缅军空袭的影像资料进行分析后表示，缅军使用了非精确制导武器空袭了该人口稠密地区，可能涉及对平民的滥杀，应调查缅军的战争罪行。国际特赦组织危机应对项目主任韦尔斯（Matt Wells）表示：“缅甸军方过去曾多次发动不分青红皂白的袭击，给平民造成毁灭性后果，而其对民地武的残酷反应符合其长期以来的作风”。
国际特赦组织报告发布之前发表的一份声明中，三兄弟联盟表示，军方经常威胁平民，包括任意逮捕、使用人体盾牌和酷刑。

### 缅甸民族民主同盟军
人权观察组织指控缅甸民族民主同盟军在掸邦绑架并强行招募逃亡平民，违反了战争法。

## 影响
受本次军事冲突影响，腊戍-木姐、腊戍-清水河这两条公路主干道已完全中断，货物只能尝试改走仰光港海运，或通过泰国中转、从苗瓦迪清关入缅；目前往返腊戍机场的所有航班都已经取消。贵慨、木姐物价暴涨。果敢境内物价上漲，导致出現上千元一袋大米等状况，给当地百姓生活和生计带来了巨大影响。
2023年9月4日，中方开始发放缅中两国出入境许可卡（TBP），为持缅甸国民身份证的人提供7天6晚的一次性出入许可。同年10月27日起，中国方面暂停发放该许可卡，果敢境内难民涌向佤邦南邓区避难，11月9日中方恢复办理许可。果敢自治区在中缅边境线BP-125附近开设难民营（125安置点），安置点截至2023年11月5日已安置超过1.2万流离失所者。
泰國官員表示，正尋求拯救162名受困在緬甸的公民，把他們帶返泰國。11月19日，泰國外交部表示，266名泰國人、部分菲律賓人和新加坡人正從撣邦北部的老街撤離到中緬邊境。這群人將被允許進入中國，然後從中國昆明市乘坐兩架包機飛往曼谷，在那裡他們將接受人口販運和犯罪記錄的檢查。一些被困在緬甸的人是人口販運的受害者，有些人可能與電信詐騙團夥有關。中國外交部發言人毛寧在11月20日下午在例行記者會上表示，近期有部分國家向中方請求協助，從人道主義出發，中方就其在緬北的公民取道中國撤離緬甸避戰，提供了出入境便利，後續中方將繼續同有關國家保持溝通，提供力所能及的幫助。
據《鳳凰週刊》報道，自從半個多月前緬北同盟軍宣佈「清剿電詐」後，緬北電詐園區遭到重創，電詐人員遣送回中國。位於邊境的雲南接收大批緬甸電詐人員，據警方通報，當中保山市就有150人，其中「有些是被解救的，有些是迫於壓力被主動釋放的」。多地被拍到大批緬甸電詐人員歸國畫面。據傳，此次緬北電詐嫌疑人押解數量有過萬人。其中在安徽合肥、芜湖的火車站，可見武警們押解戴着黑頭套、穿着黃色背心、排列整齊的嫌疑人，雙手被束縛在背後，有大批武警貼身押解，隊伍外還有手持槍械的軍人嚴加看管。另外一段高鐵上的影片顯示，整節車廂都坐滿押解隊伍，一排3人座的座位均為2名疑犯搭配1名警察。中國警方指出，對這些歸國疑犯，會先進行一個審查的流程，涉嫌違法犯罪的將會接受相應處理，視其犯罪程度「進行行政拘留或者刑事拘留，一般大概30天」，30天之後， 一些情節較為嚴重的人員，還需經檢察院進一步審理。

## 各方反应

### 缅甸国内反应
- 10月27日，包括民族团结政府国防部[140]、人民防衛軍[141]、克伦尼民族人民解放阵线（英语：Karenni National People's Liberation Front）[142]、缅族人民解放军等组织发布支持同盟军“10·27行动”的声明[143]。
- 佤邦[144]与勐拉[145]方面相继发表声明，呼吁各方保持克制，尽快停火，秉持“不参与、不站队”原则。此外，佤邦强调自己将无条件捍卫佤邦领域的安全及全体军民生命财产安全。与果敢相邻的佤邦南邓特区出于人道主义为到来果敢难民提供帮助[134]。
- 缅甸全国包括位于實皆省、馬圭省、伊洛瓦底省、欽邦、仰光省和若開邦等地的14个反政府组织已宣布支持1027行动，其中一些组织已宣布将参加1027行动[146]。
- 11月20日，军政府的支持者在仰光市政厅和中国大使馆外举行抗议活动，指责中国帮助三兄弟联盟和人民防卫军对抗军政府。[147]有报道提到，在11月时敏昂莱称，在“外国无人机专家”的帮助下，民地武使用无人机投下2万5000多枚炸弹，迫使缅军放弃一些军事据点。[39]
- 2024年1月8日，一名果敢同盟軍士兵用鐵鎚敲佛塔的影片在網路上傳播後，引發了緬甸佛教徒的不滿。不久緬甸多個城市舉行了大規模反果敢同盟軍示威遊行[148]。
- 2024年1月，在克耶邦战场上失利后，緬甸軍政府解除东部军区司令部司令和一名轻步兵师指挥官的职务。[149]

### 各方反应
中华人民共和国：
- 10月27日，外交部发言人毛宁表示，中方高度关注有关冲突，呼吁有关方面尽快停火止战，坚持通过对话协商、以和平方式解决分歧，避免事态升级，并采取切实有效措施确保中缅边境的安全稳定[150]。同日中国驻缅甸大使馆发文提醒在缅中国公民加强安全防范[151]。11月9日，外交部提醒中国公民暂勿前往缅北地区。[66]
- 11月7日，外交部發言人汪文斌稱：「中方高度關注緬北衝突態勢，對武裝衝突升級並造成中方人員傷亡，表示強烈不滿，已向有關方面提出嚴正抗議。中方再次要求緬北衝突各方立即停火，採取切實措施，杜絕任何威脅中國邊境地區民眾生命財產安全的事件再次發生。中方將採取必要措施，維護本國公民生命和財產安全。」[13]
- 11月初有报道到，与缅甸接壤的云南省瑞丽市畹町镇等地政府发布人员撤离通告，境内的3所学校紧急停课[152]。南伞口岸紧急封闭，暂停缅甸籍人员入境。不過仍然有許多緬甸民眾逃到中國。[79]
- 11月12日，浙江省溫州市公安機關宣布通缉明學昌、明國平、明菊蘭、明珍珍，以他们为“緬北果敢自治區涉我電信網路詐騙犯罪集團重要頭目”，“以明學昌為首的明家犯罪集團長期組織開設詐騙窩點（俗稱臥虎山莊），公開武裝護詐，實施針對中國公民的電信網路詐騙犯罪活動，詐騙數額巨大”为由，其中也有报道提到他们与2023年10月20日的逃亡禁闭人员被杀有关。[153][154]11月16日，明國平、明菊蘭、明珍珍在果敢被缅甸警方抓获并移交中国警方，[155][156]而逮捕期间的11月15日，明学昌自杀身亡。[157]
- 11月18日至19日，福建龍岩市新罗区苏坂镇人民政府、东城街道办事处、龙岩市公安局东城派出所、龙岩市公安局苏坂派出所发布通告要求苏坂镇和东城街道滞留缅北果敢地区人员的家属和重要关系人立即向所在村报备；同时要求他們與滞留在境外的家人取得联系，敦促他們立即回国。[158]
- 11月24日，中国驻缅甸大使館要求在果敢老街地区的中方人员尽快转移撤离。[159]12月28日又發出同樣的呼籲。[160]
- 11月25日，中国人民解放军南部战区新闻发言人表示，中国人民解放军南部战区将组织其陆军部队于11月25日起，位中缅边境中方一侧举行实战化演训活动，旨在检验战区部队快速机动、边境封控、火力打击能力。[161]
- 12月10日，辽宁省大连市、福建省泉州市、福建省龙岩市和重庆市等地公安机关决定通缉白所成、白应苍、白应兰、魏怀仁、魏榕、魏青松、刘正祥、刘积光、刘正茂、徐老发等10名果敢自治区电信网络诈骗犯罪集团重要头目。[162]12月28日，中國境內的公安机关决定对张安龙、曾小勇等10名身處在缅北地区涉毒逃犯进行公开悬赏通缉。[163]
- 1月4日，外交部发言人汪文斌针对有媒体报道称炮弹落入中国云南省南伞镇并爆炸一事表示，“中方高度关注近期缅北冲突态势，对武装冲突造成中方人员伤亡表示强烈不满，已向有关方面提出严正交涉。中方再次要求缅北冲突各方立即停火止战，采取切实举措，避免再次发生危害中缅边境安宁和中方人员生命财产安全的恶性事件。中方将采取必要措施维护本国公民生命和财产安全。”[164]

 ：
- 担心此次武装冲突导致数以千计的平民被迫逃离家园[64]。11月3日，联合国表示，有2.3萬人因武裝衝突而要逃出家園[165]。
- 聯合國人道事務協調廳：在缅甸掸邦北部的22个镇区中至少有9个在发生武装冲突[166]，冲突造成至少9名平民死亡[17]，截至2023年11月10日，其境内流离失所者已超过5万人[167]。截至11月15日，流離失所人數增加至20萬。[168]

其他：
- 國際特赦組織於12月21日表示，緬甸军方“非法杀害、任意拘留和盗窃平民”，應該對緬甸军方可能犯下的战争罪展開調查。[169]